# SK Horácká Slavia Třebíč 2023/2024
SK Horácká Slavia Třebíč 2023/2024 popisuje působení hokejového klubu SK Horácká Slavia Třebíč ve druhé nejvyšší české soutěži v sezóně 2023/2024. Hlavním trenérem klubu je Kamil Pokorný.

## Klub

### Realizační tým
Hlavním trenérem je Kamil Pokorný, jeho asistenty jsou Jaroslav Barvíř a David Dolníček. Trenérem brankářů je Jaroslav Odehnal.
| Post              | Jméno                      |
| ----------------- | -------------------------- |
| Hlavní trenér     | Kamil Pokorný              |
| Asistenti trenéra | David Dolníček             |
| Asistenti trenéra | Jaroslav Odehnal           |
| Trenér brankářů   | Jaroslav Odehnal           |
| Vedoucí mužstva   | Luděk Popela               |
| Kustod — masér    | Martin Mejzlík             |
| Lékařka           | MUDr. Michaela Kremláčková |

## Soupiska

### První tým
Aktuální k datu 16. září 2022.
| Číslo    | Hráč             | Nár.      | Datum narození a věk        | Zápasy   | Góly     | Asistence | Body     | +/-      | TM       |
| Brankáři | Brankáři         | Brankáři  | Brankáři                    | Brankáři | Brankáři | Brankáři  | Brankáři | Brankáři | Brankáři |
| -------- | ---------------- | --------- | --------------------------- | -------- | -------- | --------- | -------- | -------- | -------- |
| 31       | Samu Pakarinen   | Finsko    | 14. srpna 1999 (25 let)     | 2        | —        | —         | —        | —        | —        |
| 49       | Jan Mičán        | Česko     | 21. května 2000 (24 let)    | 1        | —        | —         | —        | —        | —        |
| Obránci  |                  |           |                             |          |          |           |          |          |          |
| 8        | Adam Svoboda     | Česko     | 8. února 2004 (21 let)      | 0        | 0        | 0         | 0        | 0        | 0        |
| 10       | David Dolníček   | Česko     | 11. června 2003 (21 let)    | 0        | 0        | 0         | 0        | 0        | 0        |
| 15       | Antonín Bořuta   | Česko     | 26. října 1987 (37 let)     | 2        | 0        | 0         | 0        | -1       | 2        |
| 20       | Michal Furch     | Česko     | 24. března 1998 (27 let)    | 2        | 0        | 0         | 0        | -1       | 0        |
| 21       | Ondřej Baláž     | Česko     | 26. listopadu 2001 (23 let) | 2        | 0        | 0         | 0        | -3       | 0        |
| 33       | Petr Vodička     | Česko     | 16. května 1997 (27 let)    | 2        | 0        | 0         | 0        | 0        | 0        |
| 61       | Miha Štebih      | Slovinsko | 7. dubna 1992 (33 let)      | 2        | 0        | 0         | 0        | -2       | 0        |
| 76       | Daniel Poizl     | Česko     | 24. března 2001 (24 let)    | 2        | 0        | 0         | 0        | +2       | 2        |
| 93       | Lukáš Kříž       | Česko     | 18. srpna 1993 (31 let)     | 2        | 0        | 0         | 0        | +1       | 0        |
| Útočníci |                  |           |                             |          |          |           |          |          |          |
| 12       | David Michálek   | Česko     | 30. září 1998 (26 let)      | 2        | 0        | 1         | 1        | 0        | 0        |
| 16       | Jakub Malý       | Česko     | 1. dubna 2002 (23 let)      | 2        | 0        | 0         | 0        | -1       | 4        |
| 23       | Matyáš Svoboda   | Česko     | 2. ledna 1999 (26 let)      | 2        | 0        | 0         | 0        | 0        | 0        |
| 44       | Michal Vodný     | Česko     | 12. června 1991 (33 let)    | 2        | 0        | 1         | 1        | -1       | 0        |
| 55       | David Michalčuk  | Česko     | 25. srpna 2003 (21 let)     | 2        | 0        | 0         | 0        | 0        | 0        |
| 63       | Radim Ferda      | Česko     | 3. června 1998 (26 let)     | 2        | 0        | 0         | 0        | -3       | 25       |
| 68       | Kevin Horváth    | Slovensko | 17. června 2003 (21 let)    | 2        | 0        | 0         | 0        | 0        | 0        |
| 78       | Lukáš Stehlík    | Česko     | 29. července 2002 (22 let)  | 2        | 0        | 0         | 0        | 0        | 2        |
| 85       | Matěj Psota      | Česko     | 24. ledna 1994 (31 let)     | 2        | 2        | 1         | 3        | 0        | 0        |
| 86       | Matěj Svoboda    | Česko     | 12. července 2000 (24 let)  | 0        | 0        | 0         | 0        | 0        | 0        |
| 87       | Jan Kučera       | Česko     | 11. listopadu 2003 (21 let) | 0        | 0        | 0         | 0        | 0        | 0        |
| 87       | Marek Berka      | Česko     | 22. ledna 2001 (24 let)     | 2        | 0        | 0         | 0        | -1       | 2        |
| 89       | Ladislav Bittner | Česko     | 18. července 1992 (32 let)  | 2        | 1        | 0         | 1        | -1       | 2        |
| 88       | Šimon Frömel     | Česko     | 27. května 2003 (21 let)    | 2        | 1        | 0         | 1        | 0        | 0        |
| 90       | Martin Dočekal   | Česko     | 7. prosince 1990 (34 let)   | 2        | 1        | 3         | 4        | +1       | 0        |

Poznámky
- Kurzívou mají číslo hráči, kteří odešli v průběhu sezony.

### Příchody před sezónou
| Č. | Poz.    | Nár.      | Hráč           | Věk | Odkud přišel       | Ref.  |
| -- | ------- | --------- | -------------- | --- | ------------------ | ----- |
| 86 | Útočník | Česko     | Matěj Svoboda  | 22  | DRACI PARS ŠUMPERK | [ 2 ] |
| 16 | Útočník | Česko     | Jakub Malý     | 21  | HC Kometa Brno     | [ 2 ] |
| 93 | Obránce | Česko     | Lukáš Kříž     | 29  | HC Tábor           | [ 3 ] |
| 88 | Útočník | Česko     | Šimon Frömel   | 20  | PSG Berani Zlín    | [ 4 ] |
| 87 | Útočník | Česko     | Marek Berka    | 22  | HC VERVA Litvínov  | [ 4 ] |
| 21 | Obránce | Česko     | Ondřej Baláž   | 21  | HC VERVA Litvínov  | [ 4 ] |
| 61 | Obránce | Slovinsko | Miha Štebih    | 31  | Les Aigles de Nice | [ 5 ] |
| 31 | Brankář | Finsko    | Samu Pakarinen | 24  | Ilves              | [ 6 ] |

### Odchody před sezónou
| Č. | Poz.    | Nár.  | Hráč            | Věk | Kam odešel              | Typ             | Ref.   |
| -- | ------- | ----- | --------------- | --- | ----------------------- | --------------- | ------ |
| 4  | Útočník | Česko | Matěj Novák     | 24  | SHKM Hodonín            | přestup         | [ 7 ]  |
| 9  | Útočník | Česko | Vojtěch Šilhavý | 28  | HK Kralupy nad Vltavou  | konec smlouvy   | [ 8 ]  |
| 17 | Útočník | Česko | Daniek Klímek   | 22  | HC RT TORAX Poruba 2011 | přestup         | [ 9 ]  |
| 26 | Obránce | Česko | David Tureček   | 22  | HC Energie Karlovy Vary | konec hostování | [ 10 ] |
| 69 | Obránce | Česko | Lukáš Forman    | 29  | LHK Jestřábi Prostějov  | přestup         | [ 11 ] |
| 84 | Obránce | Česko | Jiří Hunkes     | 38  | –                       | konec kariéry   | [ 12 ] |

### Příchody v průběhu sezóny
| Č. | Poz.    | Nár.  | Hráč          | Věk | Odkud přišel                 | Typ                    | Ref.   |
| -- | ------- | ----- | ------------- | --- | ---------------------------- | ---------------------- | ------ |
| 32 | Obránce | Česko | Jakub Stehlík | 32  | HC VÍTKOVICE RIDERA          | střídavý start         | [ 13 ] |
| 30 | Brankář | Česko | Jan Kavan     | 18  | HC Kometa Brno               | střídavý start         | [ 13 ] |
| 2  | Brankář | Česko | Jan Strmeň    | 31  | Banes Motor České Budějovice | střídavý start         | [ 14 ] |
| 87 | Útočník | Česko | Jan Kučera    | 19  | HC LERAM Orli Znojmo         | výměna do konce sezóny | [ 15 ] |
|    | Útočník | Česko | Adam Boltvan  | 19  | HC Kometa Brno               | střídavé starty        | [ 16 ] |
|    | Útočník | Česko | Jan Ekrt      | 19  | HC Kometa Brno               | střídavé starty        | [ 16 ] |
|    | Útočník | Česko | Jiří Ondráček | 35  | Steaua București             | přestup                | [ 17 ] |

### Odchody v průběhu sezóny
| Č. | Poz.    | Nár.   | Hráč           | Věk | Kam odešel           | Typ                    | Ref.   |
| -- | ------- | ------ | -------------- | --- | -------------------- | ---------------------- | ------ |
| 87 | Útočník | Česko  | Marek Berka    | 22  | HC LERAM Orli Znojmo | výměna do konce sezóny | [ 15 ] |
| 30 | Brankář | Česko  | Pavel Jekel    | 22  | HHK Velké Meziříčí   | střídavé starty        | [ 18 ] |
| 31 | Brankář | Finsko | Samu Pakarinen | 24  | neznámo              | –                      | [ 19 ] |

## Přípravné zápasy před sezonou
| 3. srpna 2023 17:30 | SK Horácká Slavia Třebíč | 2 : 3 (0:0, 0:2, 2:1) | HC Tábor | KHNP Arena, Třebíč Návštěvnost: 306 |  |

| Report                      |                             |                     |                                                                           |  |
| Jan Mičán                   | Jan Mičán                   | Brankáři            | David Gába                                                                |  |
| Bernat 52:43' Frömel 57:09' | Bernat 52:43' Frömel 57:09' | 0:1 0:2 1:2 2:2 2:3 | 22:24' Seidl (Krliš, Černý) 38:20' Krliš (Plášil) 59:06' Bárta (Dančišin) |  |
| 8 min                       | 8 min                       | Tresty              | 6 min                                                                     |  |

| 10. srpna 2023 17:30 | SK Horácká Slavia Třebíč | 1 : 2 SN (1:1, 0:0, 0:0 – 0:1) | HC Kometa Brno | KHNP Arena, Třebíč Návštěvnost: 1 823 |  |

| Report                                                    |                                                           |                                                |                                                                               |                                                                            |
| Pavel Jekel (od 21. minuty Jan Mičán)                     | Pavel Jekel (od 21. minuty Jan Mičán)                     | Brankáři                                       | Štěpán Lukeš (od 29. minuty Jan Kavan)                                        | Rozhodčí: Ivan Čuňočka Michal Maršálek Čároví: Jakub Kučera Dominik Viskot |
| Psota (Dočekal) 00:48' Bittner Frömel Psota Svoboda Baláž | Psota (Dočekal) 00:48' Bittner Frömel Psota Svoboda Baláž | 1:0 1:1 Samostatné nájezdy 0:0 0:1 1:1 1:2 1:2 | 09:45' Ďaloga (F. Němec, A. Zbořil) A. Zbořil Horváth Pospíšil Vincour Kollár | Rozhodčí: Ivan Čuňočka Michal Maršálek Čároví: Jakub Kučera Dominik Viskot |
| 4 min                                                     | 4 min                                                     | Tresty                                         | 8 min                                                                         | Rozhodčí: Ivan Čuňočka Michal Maršálek Čároví: Jakub Kučera Dominik Viskot |

| 15. srpna 2023 17:30 | SK Horácká Slavia Třebíč | 2 : 4 (1:0, 0:0, 1:4) | HC LERAM Orli Znojmo | KHNP Arena, Třebíč Návštěvnost: 811 |  |

| Report                              |                                     |                         | |                                                                          |
| Jan Mičán                           | Jan Mičán                           | Brankáři                | Martin Altrichter                                                                                                  | Rozhodčí: Jan Grygera Michael Kohoutek Čároví: Jan Kleprlík Henrich Kráľ |
| Bittner (Psota) 00:51' Psota 57:06' | Bittner (Psota) 00:51' Psota 57:06' | 1:0 1:1 2:1 2:2 2:3 2:4 | 49:36' Svoboda (Jenáček, Zukal) 57:38' Karlsson (Matuš) 59:41' Matuš (Karlsson) 59:55' Sklenář (do prázdné branky) | Rozhodčí: Jan Grygera Michael Kohoutek Čároví: Jan Kleprlík Henrich Kráľ |
| 4 min                               | 4 min                               | Tresty                  | 14 min | Rozhodčí: Jan Grygera Michael Kohoutek Čároví: Jan Kleprlík Henrich Kráľ |

| 17. srpna 2023 18:00 | HC Dynamo Pardubice B | 7 : 6 SN (3:2, 2:1, 1:3 – 0:0 – 1:0) | SK Horácká Slavia Třebíč | Zimní stadion Chrudim, Chrudim Návštěvnost: 212 |  |

| Report | |                                                                                    | |                                                                             |
| David Honzík | David Honzík | Brankáři                                                                           | Jan Mičán | Rozhodčí: Luděk Pilný Libor Veinfurter Čároví: Tomáš Jiruška Jakub Všetečka |
| Kaut (Kaplan) 01:41' Lichtag (Kaut, Kaplan) 03:53' Hrníčko (Mikyska) 05:30' Zdráhal (Tvrdík) 25:00' Rákos (Rouha, Kubíček) 26:03' Kaplan (Kaut, Lichtag) 42:28' Hrníčko Mikyska Kalužík | Kaut (Kaplan) 01:41' Lichtag (Kaut, Kaplan) 03:53' Hrníčko (Mikyska) 05:30' Zdráhal (Tvrdík) 25:00' Rákos (Rouha, Kubíček) 26:03' Kaplan (Kaut, Lichtag) 42:28' Hrníčko Mikyska Kalužík | 1:0 1:1 2:1 2:2 3:2 3:3 4:3 5:3 6:3 6:4 6:5 6:6 Samostatné nájezdy 0:0 1:0 2:0 2:0 | 03:30' Berka (Bittner) 05:00' Dočekal (Psota) 20:43' Horváth (Berka) 50:38' Psota 52:23' Psota (Dočekal, Bittner) 58:23' Dočekal (Bittner, Furch) Psota Horváth Berka | Rozhodčí: Luděk Pilný Libor Veinfurter Čároví: Tomáš Jiruška Jakub Všetečka |
| 6 min | 6 min | Tresty                                                                             | 10 min | Rozhodčí: Luděk Pilný Libor Veinfurter Čároví: Tomáš Jiruška Jakub Všetečka |

| 22. srpna 2023 17:30 | HC LERAM Orli Znojmo | 4 : 1 (2:1, 1:0, 1:0) | SK Horácká Slavia Třebíč | Nevoga aréna, Znojmo Návštěvnost: 1 096 |  |

| Report | |                     |                        |                                                                           |
| Roman Durný                                                                                               | Roman Durný                                                                                               | Brankáři            | Jan Kavan              | Rozhodčí: Ivan Čuňočka Přemysl Skopal Čároví: Pavel Blažek Dominik Viskot |
| Matuš (Beránek, Adámek) 03:34' Šťovíček (Adámek, Špaček) 09:54' Beránek (Zabloudil) 31:37' Sklenář 47:25' | Matuš (Beránek, Adámek) 03:34' Šťovíček (Adámek, Špaček) 09:54' Beránek (Zabloudil) 31:37' Sklenář 47:25' | 1:0 2:0 2:1 3:1 4:1 | 14:32' Psota (Dočekal) | Rozhodčí: Ivan Čuňočka Přemysl Skopal Čároví: Pavel Blažek Dominik Viskot |
| 8 min | 8 min | Tresty              | 6 min                  | Rozhodčí: Ivan Čuňočka Přemysl Skopal Čároví: Pavel Blažek Dominik Viskot |

| 24. srpna 2023 13:30 | Modré krídla Slovan | 2 : 3 SN (1:0, 0:0, 1:2 – 0:0 – 0:1) | SK Horácká Slavia Třebíč | Arena Ondreja Nepelu, Bratislava |  |

| Report                           |                                  |                                        |                                                        |  |
| Patrik Andrisík                  | Patrik Andrisík                  | Brankáři                               | Jan Mičán                                              |  |
| Klučiar 19' Trubač (Klučiar) 53' | Klučiar 19' Trubač (Klučiar) 53' | 1:0 1:1 2:1 2:2 Samostatné nájezdy 0:1 | 51' Bittner (Bořuta, Dočekal) 59' Berka (Poizl) Frömel |  |

| 29. srpna 2023 17:30 | SK Horácká Slavia Třebíč | 0 : 1 (0:1, 0:0, 0:0) | HC Dynamo Pardubice B | KHNP Arena, Třebíč Návštěvnost: 337 |  |

| Report            |                   |          |                        |  |
| Martin Altrichter | Martin Altrichter | Brankáři | David Honzík           |  |
|                   |                   | 0:1      | 04:34' Tvrdík (Žalčík) |  |
| 4 min             | 4 min             | Tresty   | 36 min                 |  |

| 31. srpna 2023 17:30 | SK Horácká Slavia Třebíč | 3 : 1 (0:0, 2:0, 1:1) | Piráti Chomutov | KHNP Arena, Třebíč Návštěvnost: 342 |  |

| Report                                                                  |                                                                         |                 |                       |  |
| Samu Pakarinen                                                          | Samu Pakarinen                                                          | Brankáři        | Adam Horák            |  |
| Svoboda (Michalčuk) 25:59' Vodný (Bittner) 33:13' Poizl (Frömel) 53:02' | Svoboda (Michalčuk) 25:59' Vodný (Bittner) 33:13' Poizl (Frömel) 53:02' | 1:0 2:0 2:1 3:1 | 49:40' Hübl (Svoboda) |  |
| 31 min                                                                  | 31 min                                                                  | Tresty          | 8 min                 |  |

| 5. září 2023 17:30 | SK Horácká Slavia Třebíč | 4 : 1 (0:0, 1:1, 3:0) | Modré krídla Slovan | KHNP Arena, Třebíč Návštěvnost: 353 |  |

| Report                                                                                                | |                     |                                  |  |
| Samu Pakarinen (od 31. minuty Martin Altrichter)                                                      | Samu Pakarinen (od 31. minuty Martin Altrichter)                                                      | Brankáři            | Patrik Andrisík                  |  |
| Malý 25:45' Vodný (Psota) 50:06' Berka (Michalčuk) 51:53' Bittner (Dočekal, do prázdné branky) 57:43' | Malý 25:45' Vodný (Psota) 50:06' Berka (Michalčuk) 51:53' Bittner (Dočekal, do prázdné branky) 57:43' | 1:0 1:1 2:1 3:1 4:1 | 30:54' Hajník (Mendek, Marcinko) |  |
| 4 min                                                                                                 | 4 min                                                                                                 | Tresty              | 14 min                           |  |

## Chance Liga
Hlavní článek: 1. česká hokejová liga 2023/2024
| Poř. | Tým                      | Z  | V  | VP | PP | P  | VG  | OG  | B  |
| ---- | ------------------------ | -- | -- | -- | -- | -- | --- | --- | -- |
| 2.   | VHK ROBE Vsetín          | 33 | 20 | 3  | 0  | 10 | 113 | 83  | 66 |
| 3.   | LHK Jestřábi Prostějov   | 33 | 16 | 4  | 1  | 12 | 103 | 89  | 57 |
| 4.   | SK Horácká Slavia Třebíč | 33 | 15 | 3  | 6  | 9  | 91  | 84  | 57 |
| 5.   | HC Baník Sokolov         | 33 | 14 | 4  | 3  | 12 | 89  | 78  | 53 |
| 6.   | HC Stadion Litoměřice    | 32 | 16 | 2  | 1  | 13 | 105 | 102 | 53 |

| Vysvětlivka        |
| ------------------ |
| Postup do play-off |

### Přehled
| Celkem | Celkem | Celkem | Celkem | Celkem | Celkem | Celkem | Celkem | Celkem | Doma | Doma | Doma | Doma | Doma | Doma | Doma | Venku | Venku | Venku | Venku | Venku | Venku | Venku |
| Z      | V      | VP     | PP     | P      | VG     | OG     | GR     | Body   | V    | VP   | PP   | P    | VG   | OG   | Body | V     | VP    | PP    | P     | VG    | OG    | Body  |
| ------ | ------ | ------ | ------ | ------ | ------ | ------ | ------ | ------ | ---- | ---- | ---- | ---- | ---- | ---- | ---- | ----- | ----- | ----- | ----- | ----- | ----- | ----- |
| 33     | 15     | 3      | 6      | 9      | 91     | 84     | +7     | 57     | 7    | 1    | 4    | 5    | 43   | 45   | 27   | 8     | 2     | 2     | 4     | 58    | 39    | 30    |

#### 1. čtvrtina
| 13. září 2023 17:30 | SK Horácká Slavia Třebíč | 0 : 2 (0:2, 0:0, 0:0) | VHK ROBE Vsetín | KHNP Arena, Třebíč Návštěvnost: 953 |  |

| Report         |                |          |                                                       |                                                                      |
| Samu Pakarinen | Samu Pakarinen | Brankáři | Maksim Zhukov                                         | Rozhodčí: Lukáš Květoň Jan Jaroš Čároví: Jakub Maňák František Pěkný |
|                |                | 0:1 0:2  | 13:08' Ďurkáč (Jonák, Rob) 19:52' Dědek (Hrňa, Půček) | Rozhodčí: Lukáš Květoň Jan Jaroš Čároví: Jakub Maňák František Pěkný |
| 6 min          | 6 min          | Tresty   | 10 min                                                | Rozhodčí: Lukáš Květoň Jan Jaroš Čároví: Jakub Maňák František Pěkný |
| 25             | 25             | Střely   | 22                                                    | Rozhodčí: Lukáš Květoň Jan Jaroš Čároví: Jakub Maňák František Pěkný |

| 16. září 2023 18:00 | HC Dynamo Pardubice B | 4 : 5 SN (3:2, 0:0, 1:2 – 0:0 – 0:1) | SK Horácká Slavia Třebíč | Zimní stadion Chrudim, Chrudim Návštěvnost: 358 |  |

| Report | |                                                                            | |                                                                        |
| David Honzík | David Honzík | Brankáři                                                                   | Samu Pakarinen (od 21. minuty Jan Mičán) | Rozhodčí: Radek Wagner Jan Hucl Čároví: František Štěpánek Jakub Dědek |
| Žalčík (Mikyska, Herčík) 06:09' Pochobradský (Tomas) 12:41' Mikyska 16:41' Lichtag (Mikyska, Bučko) 58:59' Mikyska Kaut Rouha Zeman Kaplan Mikyska Lichtag Mikyska Kubíček Kaut | Žalčík (Mikyska, Herčík) 06:09' Pochobradský (Tomas) 12:41' Mikyska 16:41' Lichtag (Mikyska, Bučko) 58:59' Mikyska Kaut Rouha Zeman Kaplan Mikyska Lichtag Mikyska Kubíček Kaut | 0:1 1:1 1:2 2:2 3:2 3:3 3:4 4:4 Samostatné nájezdy 0:0 1:0 1:1 2:1 2:2 2:3 | 00:12' Psota (Dočekal) 09:25' Bittner (Psota, Dočekal) 47:46' Psota (Dočekal, Vodný) 48:13' Frömel (Michálek) Psota Frömel Svoboda Vodný Furch Michálek Ferda Bittner Malý Dočekal | Rozhodčí: Radek Wagner Jan Hucl Čároví: František Štěpánek Jakub Dědek |
| 8 min | 8 min | Tresty                                                                     | 12 min | Rozhodčí: Radek Wagner Jan Hucl Čároví: František Štěpánek Jakub Dědek |
| 31 | 31 | Střely                                                                     | 21 | Rozhodčí: Radek Wagner Jan Hucl Čároví: František Štěpánek Jakub Dědek |

| 20. září 2023 17:30 | SK Horácká Slavia Třebíč | 3 : 4 PP (0:2, 1:1, 2:0 – 0:1) | HC RT TORAX Poruba 2011 | KHNP Arena, Třebíč Návštěvnost: 811 |  |

| Report                                                                |                                                                       |                             | |                                                                         |
| Jan Mičán                                                             | Jan Mičán                                                             | Brankáři                    | Daniel Dolejš                                                                                               | Rozhodčí: Jakub Valenta Václav Kosnar Čároví: Milan Jindra Václav Beneš |
| Ferda (Vodný) 26:49' Vodný (Malý, Ferda) 53:54' Vodný (Štebih) 59:59' | Ferda (Vodný) 26:49' Vodný (Malý, Ferda) 53:54' Vodný (Štebih) 59:59' | 0:1 0:2 1:2 1:3 2:3 3:3 3:4 | 15:10' Vachovec (Klímek, Doudera) 19:50' Tvrdoň (Střondala, Doudera) 37:33' Gřeš 64:50' Šoustal (Střondala) | Rozhodčí: Jakub Valenta Václav Kosnar Čároví: Milan Jindra Václav Beneš |
| 8 min                                                                 | 8 min                                                                 | Tresty                      | 12 min | Rozhodčí: Jakub Valenta Václav Kosnar Čároví: Milan Jindra Václav Beneš |
| 35                                                                    | 35                                                                    | Střely                      | 24 | Rozhodčí: Jakub Valenta Václav Kosnar Čároví: Milan Jindra Václav Beneš |

| 23. září 2023 17:00 | HC Stadion Litoměřice | 3 : 5 (1:1, 1:3, 1:1) | SK Horácká Slavia Třebíč | Kalich aréna, Litoměřice Návštěvnost: 783 |  |

| Report                                                                                     |                                                                                            |                                 | |                                                                             |
| Oldřich Cichoň                                                                             | Oldřich Cichoň                                                                             | Brankáři                        | Jan Mičán | Rozhodčí: Tomáš Horák Miroslav Petružálek Čároví: Ondřej Kokrment Petr Baxa |
| Guman (Černohorský, Tomek) 15:54' Costa (Tomek, Ton) 21:46' Jícha (Sihvonen, Husák) 45:45' | Guman (Černohorský, Tomek) 15:54' Costa (Tomek, Ton) 21:46' Jícha (Sihvonen, Husák) 45:45' | 0:1 1:1 2:1 2:2 2:3 2:4 3:4 3:5 | 10:33' Dočekal (Vodný) 25:35' Dočekal (Michálek, Vodný) 27:39' Dočekal (Bittner) 30:49' Dočekal (Michálek, Vodný) 57:24' Bořuta (Dočekal, Michálek, do prázdné branky) | Rozhodčí: Tomáš Horák Miroslav Petružálek Čároví: Ondřej Kokrment Petr Baxa |
| 44 min                                                                                     | 44 min                                                                                     | Tresty                          | 13 min | Rozhodčí: Tomáš Horák Miroslav Petružálek Čároví: Ondřej Kokrment Petr Baxa |
| 27                                                                                         | 27                                                                                         | Střely                          | 38 | Rozhodčí: Tomáš Horák Miroslav Petružálek Čároví: Ondřej Kokrment Petr Baxa |

| 25. září 2023 17:30 | SK Horácká Slavia Třebíč | 1 : 2 (0:1, 1:0, 0:1) | HC Dukla Jihlava | KHNP Arena, Třebíč Návštěvnost: 2 073 |  |

| Report                    |                           |             |                                                         |                                                                        |
| Jan Strmeň                | Jan Strmeň                | Brankáři    | Adam Beran                                              | Rozhodčí: Tomáš Horák Luděk Pilný Čároví: Václav Hanzlík Roman Komínek |
| Maty. Svoboda (TS) 35:32' | Maty. Svoboda (TS) 35:32' | 0:1 1:1 1:2 | 00:31' Anděl (Šik, Kolář) 42:34' Jelínek (Bilčík, Vala) | Rozhodčí: Tomáš Horák Luděk Pilný Čároví: Václav Hanzlík Roman Komínek |
| 8 min                     | 8 min                     | Tresty      | 10 min                                                  | Rozhodčí: Tomáš Horák Luděk Pilný Čároví: Václav Hanzlík Roman Komínek |
| 27                        | 27                        | Střely      | 15                                                      | Rozhodčí: Tomáš Horák Luděk Pilný Čároví: Václav Hanzlík Roman Komínek |

| 27. září 2023 18:00 | HC Baník Sokolov | 1 : 3 (0:1, 1:2, 0:0) | SK Horácká Slavia Třebíč | Zimní stadion Sokolov, Sokolov Návštěvnost: 479 |  |

| Report                             |                                    |                 | |                                                                         |
| Petr Hamalčík                      | Petr Hamalčík                      | Brankáři        | Jan Mičán                                                                                             | Rozhodčí: Tomáš Zubzanda Jakub Valenta Čároví: Štefan Belko Jakub Dědek |
| Csamango (Vrdlovec, Klejna) 20:50' | Csamango (Vrdlovec, Klejna) 20:50' | 0:1 1:1 1:2 1:3 | 09:47' Horváth (Matě. Svoboda, Štebih) 32:19' Štebih (Maty. Svoboda) 34:23' Dočekal (Bittner, Bořuta) | Rozhodčí: Tomáš Zubzanda Jakub Valenta Čároví: Štefan Belko Jakub Dědek |
| 6 min                              | 6 min                              | Tresty          | 14 min                                                                                                | Rozhodčí: Tomáš Zubzanda Jakub Valenta Čároví: Štefan Belko Jakub Dědek |
| 26                                 | 26                                 | Střely          | 30 | Rozhodčí: Tomáš Zubzanda Jakub Valenta Čároví: Štefan Belko Jakub Dědek |

| 30. září 2023 17:30 | SK Horácká Slavia Třebíč | 4 : 1 (4:0, 0:0, 0:1) | HC LERAM Orli Znojmo | KHNP Arena, Třebíč Návštěvnost: 2 045 |  |

| Report | |                     |                                          |                                                                    |
| Jan Mičán | Jan Mičán | Brankáři            | Roman Durný (od 18. minuty Dominik Groh) | Rozhodčí: Roman Svoboda David Čáp Čároví: Milan Jindra Jakub Dědek |
| Ferda (Bittner, Poizl) 07:26' Vodný (Malý, Michalčuk) 12:24' Dočekal (Štebih, Bořuta) 16:40' Bittner (Dočekal, Michálek) 17:17' | Ferda (Bittner, Poizl) 07:26' Vodný (Malý, Michalčuk) 12:24' Dočekal (Štebih, Bořuta) 16:40' Bittner (Dočekal, Michálek) 17:17' | 1:0 2:0 3:0 4:0 4:1 | 59:17' Beránek (Šťovíček, Karlsson)      | Rozhodčí: Roman Svoboda David Čáp Čároví: Milan Jindra Jakub Dědek |
| 8 min | 8 min | Tresty              | 10 min                                   | Rozhodčí: Roman Svoboda David Čáp Čároví: Milan Jindra Jakub Dědek |
| 26 | 26 | Střely              | 25                                       | Rozhodčí: Roman Svoboda David Čáp Čároví: Milan Jindra Jakub Dědek |

| 4. října 2023 17:30 | Berani Zlín | 3 : 1 (1:0, 0:0, 2:1) | SK Horácká Slavia Třebíč | Zimní stadion Luďka Čajky, Zlín Návštěvnost: 2 784 |  |

| Report                                                                                         |                                                                                                |                 |                         |                                                                          |
| Daniel Huf                                                                                     | Daniel Huf                                                                                     | Brankáři        | Jan Mičán               | Rozhodčí: Tomáš Cabák Tomáš Mejzlík Čároví: Pavel Mikšík Jaroslav Peluha |
| Sedláček (Salmio) 06:42' Salonen (Šlahař) 46:27' Novák (Salmio, Huf, do prázdné branky) 59:50' | Sedláček (Salmio) 06:42' Salonen (Šlahař) 46:27' Novák (Salmio, Huf, do prázdné branky) 59:50' | 1:0 2:0 2:1 3:1 | 49:53' Bittner (Bořuta) | Rozhodčí: Tomáš Cabák Tomáš Mejzlík Čároví: Pavel Mikšík Jaroslav Peluha |
| 10 min                                                                                         | 10 min                                                                                         | Tresty          | 10 min                  | Rozhodčí: Tomáš Cabák Tomáš Mejzlík Čároví: Pavel Mikšík Jaroslav Peluha |
| 36                                                                                             | 36                                                                                             | Střely          | 22                      | Rozhodčí: Tomáš Cabák Tomáš Mejzlík Čároví: Pavel Mikšík Jaroslav Peluha |

| 7. října 2023 17:30 | SK Horácká Slavia Třebíč | 4 : 2 (1:0, 1:2, 2:0) | HC Frýdek-Místek | KHNP Arena, Třebíč Návštěvnost: 929 |  |

| Report | |                         |                                                                  |                                                                     |
| Jan Mičán | Jan Mičán | Brankáři                | Vojtěch Mokry                                                    | Rozhodčí: Tomáš Horák Jan Grygera Čároví: Roman Zídek Aleš Roischel |
| Bittner (Dočekal, Furch) 07:30' Berka (Frömel, Kříž) 23:16' Frömel (Berka, Štebih) 54:49' Dočekal (Ferda, Bittner, do prázdné branky) 57:38' | Bittner (Dočekal, Furch) 07:30' Berka (Frömel, Kříž) 23:16' Frömel (Berka, Štebih) 54:49' Dočekal (Ferda, Bittner, do prázdné branky) 57:38' | 1:0 2:0 2:1 2:2 3:2 4:2 | 25:33' Svačina (Hudeček, Doktor) 34:25' Macháček (Matěj, Výtisk) | Rozhodčí: Tomáš Horák Jan Grygera Čároví: Roman Zídek Aleš Roischel |
| 6 min | 6 min | Tresty                  | 12 min                                                           | Rozhodčí: Tomáš Horák Jan Grygera Čároví: Roman Zídek Aleš Roischel |
| 39 | 39 | Střely                  | 24                                                               | Rozhodčí: Tomáš Horák Jan Grygera Čároví: Roman Zídek Aleš Roischel |

| 9. října 2023 18:00 | SC Marimex Kolín | 2 : 1 PP (0:1, 0:0, 1:0 – 1:0) | SK Horácká Slavia Třebíč | Zimní stadion města Kolín, Kolín Návštěvnost: 575 |  |

| Report                                                           |                                                                  |             |                      |                                                                                    |
| Jakub Soukup                                                     | Jakub Soukup                                                     | Brankáři    | Jan Strmeň           | Rozhodčí: Radek Wagner Michal Kostourek Čároví: František Štěpánek František Pěkný |
| Pajer (Moravec, Kolmann) 44:21' Chalupa (Ouřada, Skořepa) 63:57' | Pajer (Moravec, Kolmann) 44:21' Chalupa (Ouřada, Skořepa) 63:57' | 0:1 1:1 2:1 | 12:52' Berka (Poizl) | Rozhodčí: Radek Wagner Michal Kostourek Čároví: František Štěpánek František Pěkný |
| 4 min                                                            | 4 min                                                            | Tresty      | 6 min                | Rozhodčí: Radek Wagner Michal Kostourek Čároví: František Štěpánek František Pěkný |
| 34                                                               | 34                                                               | Střely      | 21                   | Rozhodčí: Radek Wagner Michal Kostourek Čároví: František Štěpánek František Pěkný |

| 11. října 2023 17:30 | SK Horácká Slavia Třebíč | 3 : 0 (0:0, 1:0, 2:0) | LHK Jestřábi Prostějov | KHNP Arena, Třebíč Návštěvnost: 920 |  |

| Report | |             |                  |                                                                         |
| Jan Mičán | Jan Mičán | Brankáři    | Jaroslav Pavelka | Rozhodčí: Přemysl Skopal Luděk Pilný Čároví: Milan Jindra Petr Maštalíř |
| Štebih (Horváth, Matě. Svoboda) 31:56' Ferda (Štebih, Berka) 53:20' Kříž (Ferda, Dočekal, do prázdné branky) 59:14' | Štebih (Horváth, Matě. Svoboda) 31:56' Ferda (Štebih, Berka) 53:20' Kříž (Ferda, Dočekal, do prázdné branky) 59:14' | 1:0 2:0 3:0 |                  | Rozhodčí: Přemysl Skopal Luděk Pilný Čároví: Milan Jindra Petr Maštalíř |
| 4 min | 4 min | Tresty      | 33 min           | Rozhodčí: Přemysl Skopal Luděk Pilný Čároví: Milan Jindra Petr Maštalíř |
| 23 | 23 | Střely      | 30               | Rozhodčí: Přemysl Skopal Luděk Pilný Čároví: Milan Jindra Petr Maštalíř |

| 14. října 2023 17:30 | SK Horácká Slavia Třebíč | 3 : 4 SN (1:1, 1:2, 1:0 – 0:0 – 0:1) | HC Slavia Praha | KHNP Arena, Třebíč Návštěvnost: 1 021 |  |

| Report | |                                                        | |                                                                    |
| Jan Mičán | Jan Mičán | Brankáři                                               | Tomáš Volevecký                                                                                                  | Rozhodčí: Tomáš Veselý David Čáp Čároví: Milan Štofa Roman Komínek |
| Matě. Svoboda (Furch, Malý) 12:55' Bořuta (Štebih, Dočekal) 32:59' Dočekal (Bořuta, Vodný) 42:54' Frömel Malý Matě. Svoboda Maty. Svoboda Vodný | Matě. Svoboda (Furch, Malý) 12:55' Bořuta (Štebih, Dočekal) 32:59' Dočekal (Bořuta, Vodný) 42:54' Frömel Malý Matě. Svoboda Maty. Svoboda Vodný | 1:0 1:1 1:2 2:2 2:3 3:3 Samostatné nájezdy 0:0 0:1 0:1 | 18:16' Slavíček (Klikorka, Kajínek) 24:34' Průžek (Kulda, Knotek) 37:30' Brož (Žejdl) Havrda Holý Kulda Křepelka | Rozhodčí: Tomáš Veselý David Čáp Čároví: Milan Štofa Roman Komínek |
| 10 min | 10 min | Tresty                                                 | 16 min | Rozhodčí: Tomáš Veselý David Čáp Čároví: Milan Štofa Roman Komínek |
| 32 | 32 | Střely                                                 | 26 | Rozhodčí: Tomáš Veselý David Čáp Čároví: Milan Štofa Roman Komínek |

| 18. října 2023 18:00 | HC ZUBR Přerov | 1 : 3 (0:0, 0:1, 1:2) | SK Horácká Slavia Třebíč | Meo Aréna, Přerov Návštěvnost: 744 |  |

| Report                         |                                |                 |                                                                                                 |                                                                      |
| Michal Postava                 | Michal Postava                 | Brankáři        | Jan Mičán                                                                                       | Rozhodčí: Petr Úlehla Pavel Obadal Čároví: Pavel Mikšík Henrich Kráľ |
| Hejcman (Tomi, Zeleňák) 51:11' | Hejcman (Tomi, Zeleňák) 51:11' | 0:1 0:2 1:2 1:3 | 21:46' Dočekal (Psota, Vodný) 42:53' Dočekal (Vodný) 59:09' Bořuta (Dočekal, do prázdné branky) | Rozhodčí: Petr Úlehla Pavel Obadal Čároví: Pavel Mikšík Henrich Kráľ |
| 6 min                          | 6 min                          | Tresty          | 10 min                                                                                          | Rozhodčí: Petr Úlehla Pavel Obadal Čároví: Pavel Mikšík Henrich Kráľ |
| 34                             | 34                             | Střely          | 31                                                                                              | Rozhodčí: Petr Úlehla Pavel Obadal Čároví: Pavel Mikšík Henrich Kráľ |

#### 2. čtvrtina
| 21. října 2023 17:00 | VHK ROBE Vsetín | 5 : 2 (3:0, 1:2, 1:0) | SK Horácká Slavia Třebíč | Na Lapači, Vsetín Návštěvnost: 2 450 |  |

| Report | |                             |                                                      |                                                                         |
| Patrik Romančík | Patrik Romančík | Brankáři                    | Jan Mičán (od 21. minuty Samu Pakarinen)             | Rozhodčí: Jan Grygera Martin Rapák Čároví: Martin Tvrdý Jaroslav Peluha |
| Staněk (Hořanský, Jandus) 09:22' Staněk (Rob, Jonák) 16:47' Hrňa (Ďurkáč) 17:31' Berzinš (Jonák) 20:13' Kratochvíl (Hořanský, Jandus, do prázdné branky) 59:11' | Staněk (Hořanský, Jandus) 09:22' Staněk (Rob, Jonák) 16:47' Hrňa (Ďurkáč) 17:31' Berzinš (Jonák) 20:13' Kratochvíl (Hořanský, Jandus, do prázdné branky) 59:11' | 1:0 2:0 3:0 4:0 4:1 4:2 5:2 | 24:30' Matě. Svoboda 34:35' Dočekal (Psota, Bittner) | Rozhodčí: Jan Grygera Martin Rapák Čároví: Martin Tvrdý Jaroslav Peluha |
| 10 min | 10 min | Tresty                      | 8 min                                                | Rozhodčí: Jan Grygera Martin Rapák Čároví: Martin Tvrdý Jaroslav Peluha |
| 23 | 23 | Střely                      | 31                                                   | Rozhodčí: Jan Grygera Martin Rapák Čároví: Martin Tvrdý Jaroslav Peluha |

| 23. října 2023 17:30 | SK Horácká Slavia Třebíč | 1 : 3 (1:0, 0:2, 0:1) | HC Dynamo Pardubice B | KHNP Arena, Třebíč Návštěvnost: 1 011 |  |

| Report                            |                                   |                 |                                                                                                  |                                                                      |
| Jan Mičán                         | Jan Mičán                         | Brankáři        | Tomáš Vomáčka                                                                                    | Rozhodčí: Tomáš Horák Tomáš Mejzlík Čároví: Roman Zídek Ondřej Polák |
| Vodička (Bittner, Dočekal) 03:20' | Vodička (Bittner, Dočekal) 03:20' | 1:0 1:1 1:2 1:3 | 23:55' Mikyska (Bučko, Urban) 33:29' Mikyska (Bučko, Urban) 23:55' Mikyska (Pochobradský, Urban) | Rozhodčí: Tomáš Horák Tomáš Mejzlík Čároví: Roman Zídek Ondřej Polák |
| 10 min                            | 10 min                            | Tresty          | 14 min                                                                                           | Rozhodčí: Tomáš Horák Tomáš Mejzlík Čároví: Roman Zídek Ondřej Polák |
| 34                                | 34                                | Střely          | 26                                                                                               | Rozhodčí: Tomáš Horák Tomáš Mejzlík Čároví: Roman Zídek Ondřej Polák |

| 25. října 2023 18:00 | HC RT TORAX Poruba 2011 | 2 : 1 PP (1:0, 0:0, 0:1 – 1:0) | SK Horácká Slavia Třebíč | Buly Aréna Kravaře, Kravaře Návštěvnost: 512 |  |

| Report                                                               |                                                                      |             |                                |                                                                        |
| Daniel Dolejš                                                        | Daniel Dolejš                                                        | Brankáři    | Jan Mičán                      | Rozhodčí: Zbyněk Kubičík Petr Úlehla Čároví: Jan Kleprlík David Otáhal |
| Šedivý (Mrázek, Klimíček) 18:19' Mrázek (Klimíček, Krenželok) 64:59' | Šedivý (Mrázek, Klimíček) 18:19' Mrázek (Klimíček, Krenželok) 64:59' | 1:0 1:1 2:1 | 45:46' Psota (Dočekal, Bořuta) | Rozhodčí: Zbyněk Kubičík Petr Úlehla Čároví: Jan Kleprlík David Otáhal |
| 14 min                                                               | 14 min                                                               | Tresty      | 16 min                         | Rozhodčí: Zbyněk Kubičík Petr Úlehla Čároví: Jan Kleprlík David Otáhal |
| 33                                                                   | 33                                                                   | Střely      | 27                             | Rozhodčí: Zbyněk Kubičík Petr Úlehla Čároví: Jan Kleprlík David Otáhal |

| 28. října 2023 18:00 | SK Horácká Slavia Třebíč | 3 : 2 (1:0, 0:1, 2:1) | HC Stadion Litoměřice | KHNP Arena, Třebíč Návštěvnost: 841 |  |

| Report                                                                     |                                                                            |                 |                                                                   |                                                                        |
| Jan Mičán                                                                  | Jan Mičán                                                                  | Brankáři        | Oldřich Cichoň                                                    | Rozhodčí: Tomáš Micka Václav Kosnar Čároví: Petr Kotlík Patrik Augusta |
| Bittner (Štebih, Bořuta) 03:22' Dočekal (Psota) 52:12' Malý (Ferda) 58:55' | Bittner (Štebih, Bořuta) 03:22' Dočekal (Psota) 52:12' Malý (Ferda) 58:55' | 1:0 1:1 2:2 3:2 | 32:24' Krutil (Jícha, Korkiakoski) 56:45' Toman (Sihvonen, Husák) | Rozhodčí: Tomáš Micka Václav Kosnar Čároví: Petr Kotlík Patrik Augusta |
| 12 min                                                                     | 12 min                                                                     | Tresty          | 16 min                                                            | Rozhodčí: Tomáš Micka Václav Kosnar Čároví: Petr Kotlík Patrik Augusta |
| 43                                                                         | 43                                                                         | Střely          | 34                                                                | Rozhodčí: Tomáš Micka Václav Kosnar Čároví: Petr Kotlík Patrik Augusta |

| 1. listopadu 2023 17:30 | HC Dukla Jihlava | 0 : 2 (0:0, 0:1, 0:1) | SK Horácká Slavia Třebíč | Zimní stadion Pelhřimov, Pelhřimov Návštěvnost: 1 511 |  |

| Report     |            |          |                                                   |                                                                             |
| Adam Beran | Adam Beran | Brankáři | Jan Mičán                                         | Rozhodčí: Lukáš Bejček Michal Kostourek Čároví: Roman Zídek František Pěkný |
|            |            | 0:1 0:2  | 30:15' Matě. Svoboda (Malý) 59:16' Štebih (Mičán) | Rozhodčí: Lukáš Bejček Michal Kostourek Čároví: Roman Zídek František Pěkný |
| 10 min     | 10 min     | Tresty   | 14 min                                            | Rozhodčí: Lukáš Bejček Michal Kostourek Čároví: Roman Zídek František Pěkný |
| 22         | 22         | Střely   | 29                                                | Rozhodčí: Lukáš Bejček Michal Kostourek Čároví: Roman Zídek František Pěkný |

| 4. listopadu 2023 17:30 | SK Horácká Slavia Třebíč | 0 : 4 (0:1, 0:2, 0:1) | HC Baník Sokolov | KHNP Arena, Třebíč Návštěvnost: 1 041 |  |

| Report    |           |                 | |                                                                             |
| Jan Mičán | Jan Mičán | Brankáři        | Martin Michajlov | Rozhodčí: Tomáš Horák Miroslav Petružálek Čároví: Milan Jindra Tomáš Bezděk |
|           |           | 0:1 0:2 0:3 0:4 | 02:22' Tureček (Tomeček, Osmík) 21:03' Tureček (Osmík, Tomeček) 31:49' Vrdlovec (Křemen, Kysela) 47:57' Kružík (Adamec, Přikryl) | Rozhodčí: Tomáš Horák Miroslav Petružálek Čároví: Milan Jindra Tomáš Bezděk |
| 4 min     | 4 min     | Tresty          | 6 min | Rozhodčí: Tomáš Horák Miroslav Petružálek Čároví: Milan Jindra Tomáš Bezděk |
| 37        | 37        | Střely          | 23 | Rozhodčí: Tomáš Horák Miroslav Petružálek Čároví: Milan Jindra Tomáš Bezděk |

| 13. listopadu 2023 18:00 | HC LERAM Orli Znojmo | 4 : 2 (0:1, 2:1, 2:0) | SK Horácká Slavia Třebíč | Nevoga aréna, Znojmo Návštěvnost: 1 870 |  |

| Report | |                         |                                                                 |                                                                             |
| Dominik Groh | Dominik Groh | Brankáři                | Jan Mičán                                                       | Rozhodčí: Daniel Vechoutek Jakub Valenta Čároví: David Otáhal Roman Komínek |
| Bukač (Šťovíček, Beránek) 21:09' Jenyš (Svoboda) 27:28' Jenáček (Čermák) 50:51' Svoboda (Jenyš, Hruška, do prázdné branky) 59:51' | Bukač (Šťovíček, Beránek) 21:09' Jenyš (Svoboda) 27:28' Jenáček (Čermák) 50:51' Svoboda (Jenyš, Hruška, do prázdné branky) 59:51' | 0:1 1:1 2:1 2:2 3:2 4:2 | 06:10' Bittner (Štebih, Psota) 33:57' Bittner (Dočekal, Bořuta) | Rozhodčí: Daniel Vechoutek Jakub Valenta Čároví: David Otáhal Roman Komínek |
| 4 min | 4 min | Tresty                  | 6 min                                                           | Rozhodčí: Daniel Vechoutek Jakub Valenta Čároví: David Otáhal Roman Komínek |
| 21 | 21 | Střely                  | 31                                                              | Rozhodčí: Daniel Vechoutek Jakub Valenta Čároví: David Otáhal Roman Komínek |

| 15. listopadu 2023 17:30 | SK Horácká Slavia Třebíč | 4 : 3 PP (3:0, 0:2, 0:1 – 1:0) | Berani Zlín | KHNP Arena, Třebíč Návštěvnost: 1 051 |  |

| Report | |                             |                                                                              |                                                                   |
| Jan Mičán | Jan Mičán | Brankáři                    | Michal Kořének (od 21. minuty Daniel Huf)                                    | Rozhodčí: Pavel Obadal David Čáp Čároví: Roman Zídek Ondřej Polák |
| Vodný (Michálek, Ferda) 01:05' Bittner (Štebih, Bořuta) 18:33' Ferda (Psota, Vodný) 19:46' Malý (Štebih, Dočekal) 60:11' | Vodný (Michálek, Ferda) 01:05' Bittner (Štebih, Bořuta) 18:33' Ferda (Psota, Vodný) 19:46' Malý (Štebih, Dočekal) 60:11' | 1:0 2:0 3:0 3:1 3:2 3:3 4:3 | 22:04' Hrbas (Novák, Gago) 35:30' Čáp (Keränen, Lang) 49:38' Keränen (Hrbas) | Rozhodčí: Pavel Obadal David Čáp Čároví: Roman Zídek Ondřej Polák |
| 6 min | 6 min | Tresty                      | 12 min                                                                       | Rozhodčí: Pavel Obadal David Čáp Čároví: Roman Zídek Ondřej Polák |
| 33 | 33 | Střely                      | 30                                                                           | Rozhodčí: Pavel Obadal David Čáp Čároví: Roman Zídek Ondřej Polák |

| 18. listopadu 2023 17:00 | HC Frýdek-Místek | 2 : 4 (1:0, 1:1, 0:3) | SK Horácká Slavia Třebíč | Hala Polárka, Frýdek-Místek Návštěvnost: 855 |  |

| Report                                              |                                                     |                         | |                                                                           |
| Vojtěch Mokry                                       | Vojtěch Mokry                                       | Brankáři                | Jan Mičán | Rozhodčí: Přemysl Skopal Zbyněk Kubičík Čároví: Tomáš Bezděk Martin Tvrdý |
| Ramik (Marosz, Haman) 04:28' Veselý (Sedlák) 26:00' | Ramik (Marosz, Haman) 04:28' Veselý (Sedlák) 26:00' | 1:0 2:0 2:1 2:2 2:3 2:4 | 37:52' Bittner (Kučera, Psota) 48:02' Michálek (Vodný, Bořuta) 50:08' Vodný (Michálek, Dočekal) 58:36' Bořuta (Mičán, do prázdné branky) | Rozhodčí: Přemysl Skopal Zbyněk Kubičík Čároví: Tomáš Bezděk Martin Tvrdý |
| 8 min                                               | 8 min                                               | Tresty                  | 8 min | Rozhodčí: Přemysl Skopal Zbyněk Kubičík Čároví: Tomáš Bezděk Martin Tvrdý |
| 35                                                  | 35                                                  | Střely                  | 36 | Rozhodčí: Přemysl Skopal Zbyněk Kubičík Čároví: Tomáš Bezděk Martin Tvrdý |

| 22. listopadu 2023 17:30 | SK Horácká Slavia Třebíč | 1 : 6 (0:1, 1:1, 0:4) | SC Marimex Kolín | KHNP Arena, Třebíč Návštěvnost: 693 |  |

| Report                                   |                                          |                             | |                                                                                |
| Jan Mičán (od 44. minuty Samu Pakarinen) | Jan Mičán (od 44. minuty Samu Pakarinen) | Brankáři                    | Jakub Soukup | Rozhodčí: Miroslav Petružálek Josef Barek Čároví: Roman Komínek Patrik Augusta |
| Michálek (Vodička, Ferda) 33:41'         | Michálek (Vodička, Ferda) 33:41'         | 0:1 1:1 1:2 1:3 1:4 1:5 1:6 | 08:19' Naar (Němec, Šedivý) 34:27' Gajda (Síla, Morong) 40:12' Dlouhý (Skořepa, Lang) 43:21' Šedivý (Hampl) 53:13' Pinkas (Skořepa, Lang) 58:18' Síla (Pinkas, Šedivý) | Rozhodčí: Miroslav Petružálek Josef Barek Čároví: Roman Komínek Patrik Augusta |
| 4 min                                    | 4 min                                    | Tresty                      | 4 min | Rozhodčí: Miroslav Petružálek Josef Barek Čároví: Roman Komínek Patrik Augusta |
| 31                                       | 31                                       | Střely                      | 24 | Rozhodčí: Miroslav Petružálek Josef Barek Čároví: Roman Komínek Patrik Augusta |

| 25. listopadu 2023 17:00 | LHK Jestřábi Prostějov | 1 : 3 (1:1, 0:1, 0:1) | SK Horácká Slavia Třebíč | Zimní stadion Prostějov, Prostějov Návštěvnost: 761 |  |

| Report                            |                                   |                 | |                                                                            |
| Jaroslav Pavelka                  | Jaroslav Pavelka                  | Brankáři        | Pavel Jekel | Rozhodčí: Tomáš Zubzanda Michal Maršálek Čároví: Jan Kleprlík Henrich Kráľ |
| Venkrbec (Poledna, Maruna) 15:54' | Venkrbec (Poledna, Maruna) 15:54' | 0:1 1:1 1:2 1:3 | 02:45' Michalčuk (Baláž, Kučera) 26:23' Dočekal (Bořuta, Bittner) 59:28' Michálek (Ferda, Dočekal, do prázdné branky) | Rozhodčí: Tomáš Zubzanda Michal Maršálek Čároví: Jan Kleprlík Henrich Kráľ |
| 4 min                             | 4 min                             | Tresty          | 6 min | Rozhodčí: Tomáš Zubzanda Michal Maršálek Čároví: Jan Kleprlík Henrich Kráľ |
| 37                                | 37                                | Střely          | 19 | Rozhodčí: Tomáš Zubzanda Michal Maršálek Čároví: Jan Kleprlík Henrich Kráľ |

| 27. listopadu 2023 18:00 | HC Slavia Praha | 1 : 5 (0:0, 0:3, 1:2) | SK Horácká Slavia Třebíč | Zimní stadion Eden, Praha Návštěvnost: 492 |  |

| Report                      |                             |                         | |                                                                            |
| Roman Málek                 | Roman Málek                 | Brankáři                | Jan Mičán | Rozhodčí: Jan Hucl Daniel Jechoutek Čároví: Jakub Maňák František Štěpánek |
| Knotek (Břoz, Guman) 49:14' | Knotek (Břoz, Guman) 49:14' | 0:1 0:2 0:3 0:4 1:4 1:5 | 25:34' Bořuta (Dočekal) 26:42' Michalčuk (Kučera, Poizl) 39:03' Dočekal (Bořuta, Vodný) 41:17' Frömel (Malý) 56:03' Dočekal | Rozhodčí: Jan Hucl Daniel Jechoutek Čároví: Jakub Maňák František Štěpánek |
| 10 min                      | 10 min                      | Tresty                  | 8 min | Rozhodčí: Jan Hucl Daniel Jechoutek Čároví: Jakub Maňák František Štěpánek |
| 32                          | 32                          | Střely                  | 30 | Rozhodčí: Jan Hucl Daniel Jechoutek Čároví: Jakub Maňák František Štěpánek |

| 29. listopadu 2023 17:30 | SK Horácká Slavia Třebíč | 3 : 1 (1:1, 0:0, 2:0) | HC ZUBR Přerov | KHNP Arena, Třebíč Návštěvnost: 888 |  |

| Report | |                 |                                 |                                                                    |
| Pavel Jekel | Pavel Jekel | Brankáři        | Michal Postava                  | Rozhodčí: Lukáš Bejček Tomáš Micka Čároví: Roman Zídek Jakub Dědek |
| Psota (Poizl, Michálek) 13:39' Frömel (Kučera, Maty. Svoboda) 43:25' Dočekal (Michálek, Furch, do prázdné branky) 58:43' | Psota (Poizl, Michálek) 13:39' Frömel (Kučera, Maty. Svoboda) 43:25' Dočekal (Michálek, Furch, do prázdné branky) 58:43' | 1:0 1:1 2:1 3:1 | 17:11' Ministr (Chludil, Dobša) | Rozhodčí: Lukáš Bejček Tomáš Micka Čároví: Roman Zídek Jakub Dědek |
| 29 min | 29 min | Tresty          | 4 min                           | Rozhodčí: Lukáš Bejček Tomáš Micka Čároví: Roman Zídek Jakub Dědek |
| 24 | 24 | Střely          | 27                              | Rozhodčí: Lukáš Bejček Tomáš Micka Čároví: Roman Zídek Jakub Dědek |

#### 3. čtvrtina
| 2. prosince 2023 17:30 | SK Horácká Slavia Třebíč | 5 : 4 (2:0, 1:2, 2:2) | VHK ROBE Vsetín | KHNP Arena, Třebíč Návštěvnost: 991 |  |

| Report | |                                     | |                                                                               |
| Pavel Jekel | Pavel Jekel | Brankáři                            | Patrik Romančík | Rozhodčí: Miroslav Petružálek Václav Kosnar Čároví: Milan Jindra Jan Kleprlík |
| Bittner (Dočekal, Bořuta) 05:53' Psota (Dočekal, Vodička) 08:28' Frömel (Ferda, Bořuta) 32:27' Michálek (Ondráček, Ferda) 52:06' Michálek (Ferda, Ondráček) 59:15' | Bittner (Dočekal, Bořuta) 05:53' Psota (Dočekal, Vodička) 08:28' Frömel (Ferda, Bořuta) 32:27' Michálek (Ondráček, Ferda) 52:06' Michálek (Ferda, Ondráček) 59:15' | 1:0 2:0 2:1 3:1 3:2 3:3 4:3 4:4 5:4 | 26:09' Rob (Jonák, Ďurkáč) 36:08' Kern (Jenáček, Dědek) 47:14' Jonák (Klhůfek, Larsen) 55:34' Kern (Staněk, Hořanský) | Rozhodčí: Miroslav Petružálek Václav Kosnar Čároví: Milan Jindra Jan Kleprlík |
| 8 min | 8 min | Tresty                              | 10 min | Rozhodčí: Miroslav Petružálek Václav Kosnar Čároví: Milan Jindra Jan Kleprlík |
| 27 | 27 | Střely                              | 22 | Rozhodčí: Miroslav Petružálek Václav Kosnar Čároví: Milan Jindra Jan Kleprlík |

| 6. prosince 2023 18:00 | HC Dynamo Pardubice B | 3 : 5 (0:2, 1:2, 2:1) | SK Horácká Slavia Třebíč | Zimní stadion Chrudim, Chrudim Návštěvnost: 207 |  |

| Report                                                                                         |                                                                                                |                                 | |                                                                         |
| Tomáš Vomáčka                                                                                  | Tomáš Vomáčka                                                                                  | Brankáři                        | Jan Mičán | Rozhodčí: TOmáš Zubzanda David Čáp Čároví: Štefan Belko František Pěkný |
| Herčík (Tvrdík, Kaut) 30:15' Nedbal (Mikyska, Švec) 48:01' Rákos (Pochobradský, Žalčík) 51:43' | Herčík (Tvrdík, Kaut) 30:15' Nedbal (Mikyska, Švec) 48:01' Rákos (Pochobradský, Žalčík) 51:43' | 0:1 0:2 0:3 1:3 1:4 2:4 3:4 3:5 | 12:03' Dočekal (Bittner, Psota) 16:31' Malý (Matě. Svoboda, Michalčuk) 26:50' Kučera (Maty. Svoboda, Štebih) 37:44' Poizl (Maty. Svoboda, Kučera) 59:11' Michálek (Dočekal, Furch, do prázdné branky) | Rozhodčí: TOmáš Zubzanda David Čáp Čároví: Štefan Belko František Pěkný |
| 6 min                                                                                          | 6 min                                                                                          | Tresty                          | 6 min | Rozhodčí: TOmáš Zubzanda David Čáp Čároví: Štefan Belko František Pěkný |
| 28                                                                                             | 28                                                                                             | Střely                          | 33 | Rozhodčí: TOmáš Zubzanda David Čáp Čároví: Štefan Belko František Pěkný |

| 9. prosince 2023 17:30 | SK Horácká Slavia Třebíč | 2 : 3 SN (1:1, 1:0, 0:1 – 0:0 – 0:1) | HC RT TORAX Poruba 2011 | KHNP Arena, Třebíč Návštěvnost: 1 071 |  |

| Report                                                                             |                                                                                    |                                                    |                                                                                           |                                                                  |
| Pavel Jekel                                                                        | Pavel Jekel                                                                        | Brankáři                                           | Daniel Dolejš                                                                             | Rozhodčí: Josef Barek Jan Jaroš Čároví: Roman Zídek Ondřej Polák |
| Dočekal (Bořuta) 03:45' Dočekal (Psota, Bittner) 38:28' Vodný Štebih Maty. Svoboda | Dočekal (Bořuta) 03:45' Dočekal (Psota, Bittner) 38:28' Vodný Štebih Maty. Svoboda | 0:1 1:1 2:1 2:2 Samostatné nájezdy 0:1 0:2 0:3 0:3 | 00:24' Mrázek (Christov, Střondala) 41:36' Gřeš (Střondala, Lemcke) Berisha Šedivý Mrázek | Rozhodčí: Josef Barek Jan Jaroš Čároví: Roman Zídek Ondřej Polák |
| 8 min                                                                              | 8 min                                                                              | Tresty                                             | 12 min                                                                                    | Rozhodčí: Josef Barek Jan Jaroš Čároví: Roman Zídek Ondřej Polák |
| 37                                                                                 | 37                                                                                 | Střely                                             | 25                                                                                        | Rozhodčí: Josef Barek Jan Jaroš Čároví: Roman Zídek Ondřej Polák |

| 18. prosince 2023 17:30 | HC Stadion Litoměřice | 5 : 3 (1:1, 2:1, 2:1) | SK Horácká Slavia Třebíč | Kalich aréna, Litoměřice Návštěvnost: 772 |  |

| Report | |                                 |                                                                        |                                                                             |
| Oldřich Cichoň | Oldřich Cichoň | Brankáři                        | Pavel Jekel                                                            | Rozhodčí: Roman Svoboda Lukáš Bejček Čároví: František Štěpánek Jakub Dědek |
| Plos (Kordule, Kroupa) 02:19' Kuťák (Jícha) 27:22' Husák (Kuťák, Hauser) 32:26' Kuťák (Hauser) 56:58' Kordule (Kuťák, do prázdné branky) 59:56' | Plos (Kordule, Kroupa) 02:19' Kuťák (Jícha) 27:22' Husák (Kuťák, Hauser) 32:26' Kuťák (Hauser) 56:58' Kordule (Kuťák, do prázdné branky) 59:56' | 1:0 1:1 1:2 2:2 3:2 4:2 4:3 5:3 | 02:48' Dočekal (Psota) 25:05' Michalčuk (Bittner, Bořuta) 59:02' Ferda | Rozhodčí: Roman Svoboda Lukáš Bejček Čároví: František Štěpánek Jakub Dědek |
| 8 min | 8 min | Tresty                          | 14 min                                                                 | Rozhodčí: Roman Svoboda Lukáš Bejček Čároví: František Štěpánek Jakub Dědek |
| 34 | 34 | Střely                          | 35                                                                     | Rozhodčí: Roman Svoboda Lukáš Bejček Čároví: František Štěpánek Jakub Dědek |

| 20. prosince 2023 17:30 | SK Horácká Slavia Třebíč | 2 : 3 SN (1:0, 0:1, 1:1 – 0:0 – 0:1) | HC Dukla Jihlava | KHNP Arena, Třebíč Návštěvnost: 2 202 |  |

| Report                                                                           |                                                                                  |                                                    |                                                                                         |                                                                  |
| Pavel Jekel                                                                      | Pavel Jekel                                                                      | Brankáři                                           | Adam Beran                                                                              | Rozhodčí: Jakub Valenta Jan Hucl Čároví: Milan Štoda Ondřej Malý |
| Bořuta (Dočekal) 18:15' Dočekal (Vodný) 49:19' Bittner Psota Ferda Mate. Svoboda | Bořuta (Dočekal) 18:15' Dočekal (Vodný) 49:19' Bittner Psota Ferda Mate. Svoboda | 1:0 1:1 1:2 2:2 Samostatné nájezdy 0:0 0:1 1:1 1:2 | 35:53' Strejček (Čachotský) 41:08' Pořízek Burkov Čachotský Havránek Harkabus Čachotský | Rozhodčí: Jakub Valenta Jan Hucl Čároví: Milan Štoda Ondřej Malý |
| 11 min                                                                           | 11 min                                                                           | Tresty                                             | 19 min                                                                                  | Rozhodčí: Jakub Valenta Jan Hucl Čároví: Milan Štoda Ondřej Malý |
| 20                                                                               | 20                                                                               | Střely                                             | 19                                                                                      | Rozhodčí: Jakub Valenta Jan Hucl Čároví: Milan Štoda Ondřej Malý |

| 27. prosince 2023 18:00 | HC Baník Sokolov | 2 : 3 SN (0:1, 2:1, 0:0 – 0:0 – 0:1) | SK Horácká Slavia Třebíč | Zimní stadion Sokolov, Sokolov Návštěvnost: 821 |  |

| Report                                                                                              | |                                                | |                                                                         |
| Martin Michajlov                                                                                    | Martin Michajlov                                                                                    | Brankáři                                       | Jan Mičán                                                                                                  | Rozhodčí: Kamil Zavřel Tomáš Zubzanda Čároví: Lukáš Sýkora Jakub Teršíp |
| Osmík (Tomeček) 30:46' Rohan (Novotný, Weinhold) 39:04' Vracovský Vrdlovec Tomeček Kverka Bernovský | Osmík (Tomeček) 30:46' Rohan (Novotný, Weinhold) 39:04' Vracovský Vrdlovec Tomeček Kverka Bernovský | 0:1 0:2 1:2 2:2 Samostatné nájezdy 0:0 0:1 0:1 | 18:45' Bittner (Psota, Stehlík) 23:17' Psota (Dočekal, Bořuta) Frömel Michalčuk Bořuta Vodný Maty. Svoboda | Rozhodčí: Kamil Zavřel Tomáš Zubzanda Čároví: Lukáš Sýkora Jakub Teršíp |
| 6 min                                                                                               | 6 min                                                                                               | Tresty                                         | 10 min | Rozhodčí: Kamil Zavřel Tomáš Zubzanda Čároví: Lukáš Sýkora Jakub Teršíp |
| 41                                                                                                  | 41                                                                                                  | Střely                                         | 26 | Rozhodčí: Kamil Zavřel Tomáš Zubzanda Čároví: Lukáš Sýkora Jakub Teršíp |

| 29. prosince 2023 17:30 | SK Horácká Slavia Třebíč | 4 : 1 (2:1, 0:0, 2:0) | HC LERAM Orli Znojmo | KHNP Arena, Třebíč Návštěvnost: 3 393 |  |

| Report | |                     |                       |                                                                  |
| Pavel Jekel | Pavel Jekel | Brankáři            | Roman Durný           | Rozhodčí: Josef Barek David Čáp Čároví: Ondřej Polák Jakub Dědek |
| Ondráček (Bořuta) 05:17' Bittner (Vodný, Bořuta) 13:25' Bittner (Psota, Dočekal) 54:50' Michálek (Dočekal, do prázdné branky) 58:59' | Ondráček (Bořuta) 05:17' Bittner (Vodný, Bořuta) 13:25' Bittner (Psota, Dočekal) 54:50' Michálek (Dočekal, do prázdné branky) 58:59' | 1:0 1:1 2:1 3:1 4:1 | 09:26' Adámek (Matuš) | Rozhodčí: Josef Barek David Čáp Čároví: Ondřej Polák Jakub Dědek |
| 10 min | 10 min | Tresty              | 6 min                 | Rozhodčí: Josef Barek David Čáp Čároví: Ondřej Polák Jakub Dědek |
| 25 | 25 | Střely              | 22                    | Rozhodčí: Josef Barek David Čáp Čároví: Ondřej Polák Jakub Dědek |

| 3. ledna 2024 17:30 | Berani Zlín | : | SK Horácká Slavia Třebíč | Zimní stadion Luďka Čajky, Zlín |  |

## Statistiky základní části

### Kanadské bodování
Toto je průběžné pořadí hráčů Třebíče podle dosažených bodů. Za jeden vstřelený gól nebo přihrávku na gól hráč získal jeden bod.
| Poř. | Hráč             | Z. | G  | A  | B  | TM | +/- |
| ---- | ---------------- | -- | -- | -- | -- | -- | --- |
| 1.   | Martin Dočekal   | 33 | 21 | 23 | 44 | 10 | +7  |
| 2.   | Antonín Bořuta   | 33 | 6  | 18 | 24 | 22 | -2  |
| 3.   | Ladislav Bittner | 33 | 13 | 9  | 22 | 20 | 0   |
| 4.   | Matěj Psota      | 26 | 6  | 12 | 18 | 16 | -3  |
| 5.   | Michal Vodný     | 30 | 5  | 12 | 17 | 18 | +3  |
| 6.   | Radim Ferda      | 32 | 5  | 10 | 15 | 18 | +2  |
| 7.   | David Michálek   | 28 | 7  | 7  | 14 | 16 | +6  |
| 8.   | Miha Štebih      | 31 | 3  | 11 | 14 | 52 | 0   |
| 9.   | Jakub Malý       | 28 | 3  | 5  | 8  | 20 | +1  |
| 10.  | Šimon Frömel     | 30 | 5  | 1  | 6  | 6  | -7  |

### Hodnocení brankářů
Toto je průběžné pořadí brankářů Třebíče.
| Poř. | Hráč           | Z. | MIN  | OG | PZ  | PS  | POG  | Úsp%  | N |
| ---- | -------------- | -- | ---- | -- | --- | --- | ---- | ----- | - |
| 1.   | Jan Mičán      | 23 | 1328 | 50 | 571 | 621 | 2.26 | 91.95 | 2 |
| 2.   | Pavel Jekel    | 7  | 410  | 15 | 179 | 194 | 2.20 | 92.27 | 0 |
| 3.   | Jan Strmeň     | 2  | 123  | 4  | 45  | 49  | 1.95 | 91.84 | 0 |
| 4.   | Samu Pakarinen | 4  | 137  | 8  | 45  | 53  | 3.50 | 84.91 | 0 |

## Domácí návštěvnost
Aktuální k datu 29. prosince 2023.
| Soutěž                      | Celkově | Zápasy | Průměrně |
| --------------------------- | ------- | ------ | -------- |
| Chance liga – základní část | 21 934  | 17     | 1 290    |
| Celkově                     | 21 934  | 17     | 1 290    |